# ويليام هاريسون هولي
ويليام هاريسون هولي (بالإنجليزية: William Harrison Holly)‏ هو قاضي ومحامي أمريكي، ولد في 19 سبتمبر 1869، وتوفي في 30 يناير 1958.